# Сенека I Єрусалимський
Сенека Єрусалимський - єврейський християнський єпископ Єрусалиму ІІ століття.
За Євсевієм Кесарійським, в Єрусалимі було тринадцять єпископів, між падінням єврейського храму і повстанням Бар-Кохби всі були євреями-християнами. Сенека був 10-м у цьому списку. Він також згадується в апокрифічному Листі Якова до Квадрата.
Деякі вчені припускають, що він був не єпископом, а радше пресвітером, який допомагав єпископу Якову Першому, хоча це твердження спірне.